# Логинов Федір Савелійович
Федір Савелійович Логинов (Логвинов) (1886 — ?) — радянський партійний діяч в Україні, активний учасник збройної боротьби проти УНР. Відповідальний секретар Конотіпського (1924—1925) і Тульчинського окружних комітетів КП(б)У, голова Полтавського підпільного губернського комітету КП(б)У.

## Біографія
Член РСДРП(б) з 1905 року.
У 1917—1918 роках — в диверсійних загонах комуністів у Херсонській губернії.  У 1917—1918 роках — член Миколаївського комітету РСДРП(б). У 1918 році — голова Миколаївського комітету РСДРП(б) Херсонської губернії.
У 1918 році — голова Кременчуцького підпільного міського комітету КП(б)У Полтавської губернії.
З вересня 1918 по 24 лютого 1919 року — голова Полтавського підпільного губернського комітету КП(б)У на території УНР.
У 1919—1920 роках — на партійній і радянській роботі в місті Катеринославі.
З серпня по вересень 1920 року — уповноважений ЦК КП(б)У в Кременчуцькій губернії.
З травня по вересень 1923 року — голова виконавчого комітету Балтської окружної ради Одеської губернії.
З серпня 1924 по березень 1925 року — відповідальний секретар Конотопського округового комітету КП(б)У.
З жовтня 1925 по березень 1926 року — відповідальний секретар Тульчинського округового комітету КП(б)У.
Подальша доля невідома.